# Corticaria dinshuensis
Corticaria dinshuensis es una especie de coleóptero de la familia Latridiidae.

## Distribución geográfica
Habita en Etiopía.